# Casco Antiguo (Sevilla)
Casco Antiguo es uno de los once distritos en que está dividida a efectos administrativos la ciudad de Sevilla, capital de la comunidad autónoma de Andalucía, en España. 
Está situado en el área central del municipio. Limita al sur con los distritos Sur y Los Remedios; al este, con los distritos Nervión y San Pablo-Santa Justa; al norte con el distrito Macarena; y al oeste con el distrito Triana
Coincide aproximadamente con el terreno intramuros de la antigua muralla almohade de Sevilla.

## Barrios

Barrios.

- El Arenal
- Encarnación-Regina
- Alfalfa
- San Bartolomé
- San Lorenzo
- San Gil
- Museo
- Santa Catalina
- Santa Cruz
- Feria
- San Julián
- San Vicente

- Barrios.